# Frederic Fuentes i Coll
Frederic Fuentes i Coll (Barcelona, 7 de maig de 1844 - 6 de març de 1908) va ser un actor català de l'últim terç del segle xix i començaments del XX, molt vincular a les estrenes de les peces de Frederic Soler, sobretot al Teatre Romea.
Fill de Juan de Fuentes i Milla jornaler natural de Madrigueras, Albacete i de Josefa Coll i Pentiné natural de Covet. Inscrit amb els noms d'Alfons Frederic Joan i germà bessó de Carmen. El fill seu, Frederic Fuentes i Agulló (Barcelona, 1871 - 1959), va ser també actor i autor dramàtic. La premsa el reconeixia com Frederic Fuentes (fill).

## Trajectòria professional
1868
- 29 de desembre. Paraula és paraula d'Eduard Vidal i de Valenciano, estrenat al teatre de Liceu de Barcelona. (en el paper de Pau)

1870
- 15 de desembre. Els egoistes de Frederic Soler, estrenada al teatre Romea de Barcelona. (en el paper de Peret)
- 29 de desembre. Pescar a l'encesa d'Andreu Brasés, estrenada al teatre Romea de Barcelona (en el paper d'Antonet).

1871
- 23 de gener. Un ciri trencat de Frederic Soler, estrenada al teatre Romea de Barcelona (en el paper de Pauet).
- 28 de setembre. L'apotecari d'Olot, original de Frederic Soler, estrenada al teatre Romea de Barcelona (en el paper de Serafí).
- 17 d'octubre. Cafè i copa, original de Frederic Soler, estrenada al teatre Romea de Barcelona (en el paper de Don Cèsar).
- 14 de novembre. El rector de Vallfogona de Frederic Soler. Estrenada al teatre Romea de Barcelona (en el paper d'Eudald).

1872
- 28 d'octubre. La dida, original de Frederic Soler, estrenat al Teatre Romea.

1873
- 15 d'abril. La creu de la masia de Frederic Soler, estrenada al teatre Romea de Barcelona (en el paper de Valentí).

1876
- 7 de desembre. Cura de moro, original de Frederic Soler, estrenada al teatre Romea de Barcelona (en el paper de Coixet.)

1878
- 8 de gener. El contramestre original de Frederic Soler, estrenat al teatre Romea de Barcelona. (en el paper de L'agregat)
- 7 de març. La mà freda, original de Francesc d'Assís Ubach i Vinyeta. Estrenada al teatre Romea de Barcelona. (en el paper de Gilet.)
- 27 de juliol. El mestre de minyons de Josep Feliu i Codina. Estrenada al teatre del Bon Retir de Barcelona (en el paper de Peret.)
- 3 d'agost. La campana de Sant Llop de Frederic Soler. Estrenada al teatre del teatre del Bon Retir de Barcelona. (en el paper de Lluís).
- 14 d'agost. De Nadal a Sant Esteve, original de Joan Molas i Casas, estrenada al teatre del teatre del Bon Retir de Barcelona (en el paper de Quimet.)

1879
- 1 d'abril. Cofis i Mofis, original de Josep Feliu i Codina, estrenada al Teatre Romea. (en el personatge de Passarell)

1880
- 15 de gener. Ral per duro, original de Joan Molas i Casas. Estrenada al teatre Romea de Barcelona. (en el paper d'Eusebi.)
- 23 de març. El forn del rei, original de Frederic Soler, estrenada al teatre Romea de Barcelona.
- 10 d'octubre. La volva d'or de Josep Feliu i Codina. Estrenada al teatre Romea de Barcelona. (en el paper de Gisleno)

1881
- 6 de desembre. Cèrcol de bóta, escrit per Joan Molas i Casas i estrenat al Teatre Romea. (en el personatge de Peret, llicenciat de Cuba)

1884
- 16 d'octubre. El trinc de l'or, original de Frederic Soler, estrenada al teatre Romea de Barcelona.

1885
- 29 de gener. Sota terra de Frederic Soler, estrenada al teatre Romea de Barcelona (en el paper de Met, 18 anys).

1886
- 2 de maig. El rústic "Bertoldo" de Frederic Soler, en col·laboració de Joan Molas i Casas i Josep Feliu i Codina, estrenada al Teatre Català Romea. (en el paper d'Un agutzil)
- 21 de maig. El lliri d'aigua, original de Frederic Soler, estrenada al teatre Romea de Barcelona.
- 7 d'octubre. L'hereuet de Frederic Soler, estrenada al teatre Romea de Barcelona. (en el paper de Romà)

1887
- 20 març. 100.000 duros, original de Frederic Soler en col·laboració amb Josep Martí Folguera, estrenat al teatre Romea de Barcelona.

1890
- 2 de desembre. En el paper de Xibecs a l'obra La sala d'espera d'Àngel Guimerà. Estrenada al teatre Novetats de Barcelona.

1892
- 8 de gener. El promès de Joaquim Riera i Bertran, estrenat al teatre de Novetats de Barcelona. (en el paper de Xec)

1895
- 12 de març. En el paper de Cintet a l'obra La suripanta d'Antoni Ferrer i Codina. Estrenada al teatre Romea de Barcelona.
- 2 d'abril. En el paper de Serafí, 23 anys a l'obra Ditxós ball de màscares! de Francesc Figueras i Ribot. Estrenada al teatre Romea de Barcelona.
- 16 d'abril. En el paper d'Àngel Boniquet, 28 anys a l'obra L'herència de l'oncle Pau, arranjada per Conrad Colomer. Estrenada al teatre Romea de Barcelona.